# Jacob Rannischer
Jacob Rannischer, též Jakob Rannischer (7. listopadu 1823 Sibiň – 8. listopadu 1875 Budapešť), byl rakouský a uherský právník a politik německé národnosti ze Sedmihradska, v 2. polovině 19. století poslanec Říšské rady, pak poslanec Uherského parlamentu.

## Biografie
Byl synem řemeslníka. Studoval v letech 1844–1848 na právní akademii v Sibini. V letech 1850–1856 působil jako koncipista adjunkt na ministerstvu vyučování ve Vídni. Zasloužil se o regulaci náboženské organizace sedmihradských Němců. V letech 1856–1857 pracoval coby tajemník na místodržitelství v Sibini a člen sibiňské vrchní konzistoře. Roku 1863 se stal guberniálním radou.
Po obnovení ústavní vlády se zapojil do politiky. Na počátklu 60. let se stal poslancem nově ustaveného Sedmihradského zemského sněmu v Sibiu. Zemský sněm ho delegoval i do Říšské rady (tehdy ještě volené nepřímo) za Sedmihradsko. 20. října 1863 složil slib.
Odmítal rakousko-uherské vyrovnání. Poté, co zvítězila dualistická koncepce monarchie a Sedmihradsko bylo začleněno do Uherska, působil od roku 1866 jako poslanec Uherského parlamentu. V letech 1867–1875 byl sekčním radou na uherském ministerstvu vyučování v Budapešti. Byl orientován austrofilsky, provídeňsky. Zastával se práv sedmihradských Němců (tzv. sedmihradští Sasové). Napsal ohledně této těmatiky množství pamětních spisů a pojednání. V roce 1874 ovšem ztratil podporu, když objahoval pozemkové reformy u tzv. královské půdy v regionu.